# Regina Rheni
Die Regina Rheni ist eine Mobile Übungsanlage Binnengewässer (MÜB) und soll der Erhöhung der Sicherheit auf dem Rhein dienen. Sie wurde in Zusammenarbeit der französischen Feuerwehren der Départements Bas-Rhin und Haut-Rhin sowie der Bundesländer Baden-Württemberg und Rheinland-Pfalz verwirklicht. Die Feuerwehr Basel-Stadt und das Innenministerium des Bundeslandes Hessen leisteten fachliche Unterstützung; die Europäische Union unterstützte das Projekt mit 1,3 Mio. €. Die Gesamtkosten beliefen sich auf 2,9 Mio €.

## Konstruktion
Das in Unkel-Scheuren ansässige Ingenieurbüro Buchloh erhielt am 25. Juli 2012 den Auftrag, diese Übungsanlage zu entwickeln und bis zur Inbetriebsetzung zu begleiten. Am 29. November 2012 wurde in Mannheim der Kaufvertrag für ein ehemaliges Tankschiff geschlossen. Die niederländische Werft P.H. Tinnemans &Zn BV in Maasbracht erhielt den Umbauvertrag, die Firma Kidde Fire Trainers aus Aachen lieferte die gasbefeuerte Brandübungsanlage. Von November 2013 bis Juli 2014 erfolgte der Umbau. Am 4. Juli 2015 wurde die schwimmende Übungsanlage in Kehl eingeweiht.

## Daten

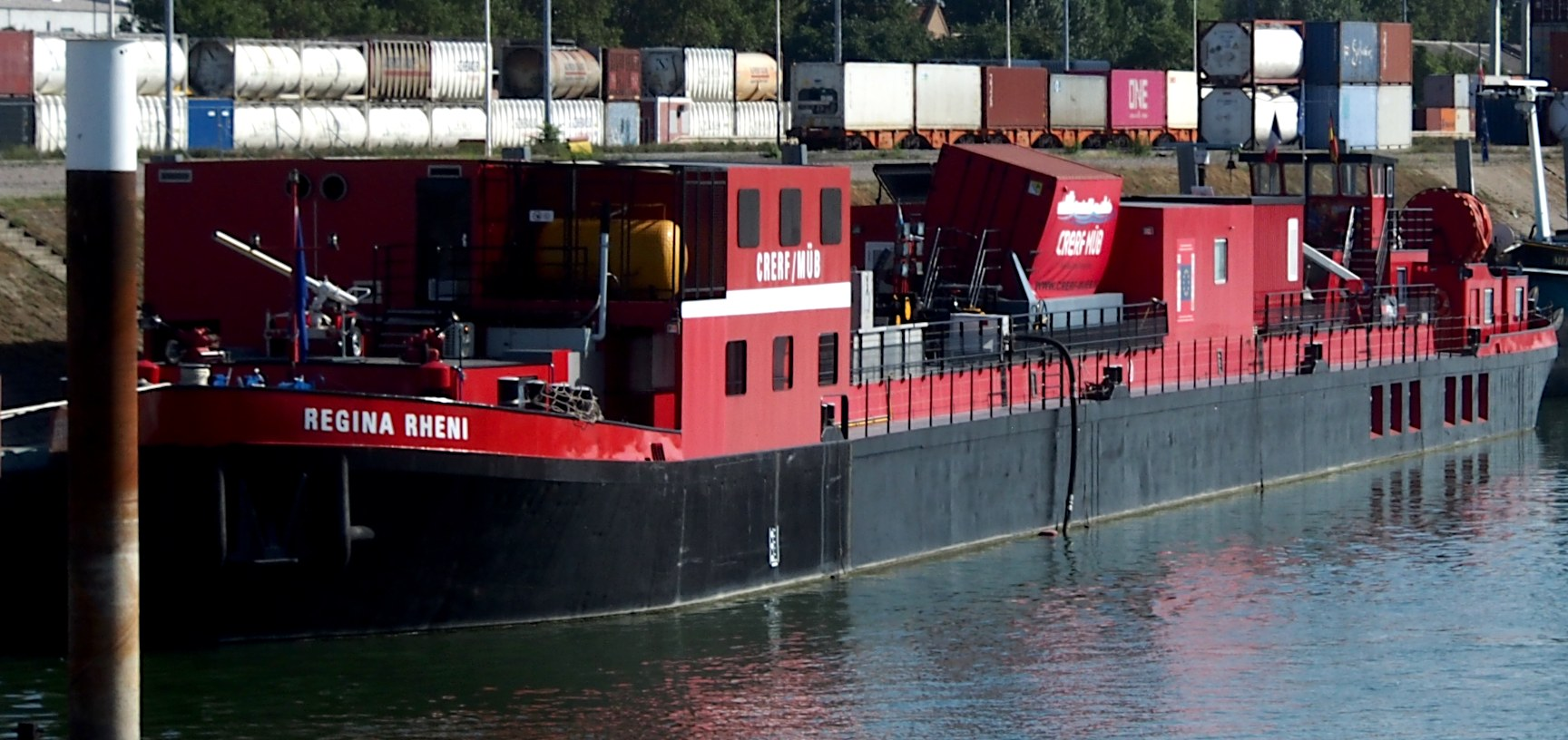
Regina Rheni in Mannheim

Das Schiff mit Heimathafen Strasbourg ist 99,87 m lang, 9,00 m breit und hat bei einem Tiefgang von 0,90 m eine Verdrängung von 800 Tonnen. Die nutzbare Fläche auf drei Decks beträgt 1500 m².
In der Wohnung am Heck des Schiffes ist der Speiseraum eingerichtet. In dem darunterliegenden Maschinenraum – die Maschinen sind nicht mehr in Betrieb – wurde eine Atemübungsstrecke angelegt. Davor befinden sich unter Deck die Ausbildungsräume. An Deck ist ein Übungsbecken, in dem Leckagen simuliert werden können. Weiterhin wurde ein Container an Deck aufgebaut, der in alle Richtungen kippbar ist, um Rettungsübungen in verrutschten Ladungen durchzuführen. Im vorderen Drittel des Schiffs sind Rohrleitungen wie auf einem Tankschiff installiert. Dort können verschiedene Gefahrensituationen erzeugt werden. Daran anschließend ist in einem zweistöckigen Deckshaus die gasbetriebene Brandübungsanlage eingebaut. Das Schiff kann in verschiedene Häfen entlang des Rheins mit einem Schubboot verlegt werden.

## Lehrgänge
Für Lehrgänge kann das Schiff angemietet und zum entsprechenden Lehrgangsort verlegt werden. Lehrgänge auf der MÜB werden an drei Standorten am Oberrhein stattfinden:
- im Mühlauhafen Mannheim (Baden-Württemberg),
- im Hafen Straßburg (Frankreich) und
- im Hafen Mulhouse-Illzach (Frankreich).